# Richard Brodhead
Richard Brodhead, född 5 januari 1811 i Pike County, Pennsylvania, död 16 september 1863 i Easton, Pennsylvania, var en amerikansk demokratisk politiker. Han representerade delstaten Pennsylvania i båda kamrarna av USA:s kongress, först i representanthuset 1843–1849 och sedan i senaten 1851–1857.
Brodhead flyttade 1830 till Easton. Han studerade sedan juridik och inledde 1836 sin karriär som advokat i Easton.
Brodhead efterträdde 1843 William Simonton som kongressledamot. Han omvaldes 1844 och 1846. Han kandiderade inte till en fjärde mandatperiod i representanthuset och efterträddes 1849 som kongressledamot av Milo Melankthon Dimmick.
Brodhead efterträdde 1851 Daniel Sturgeon som senator för Pennsylvania. Han efterträddes efter en mandatperiod i senaten av republikanen Simon Cameron.
Brodheads grav finns på Easton Cemetery i Easton. Hans son J. Davis Brodhead var ledamot av USA:s representanthus 1907–1909.